# Pleasant Prairie
Pleasant Prairie é uma vila localizada no estado norte-americano de Wisconsin, no Condado de Kenosha.

## Demografia
Segundo o censo norte-americano de 2000, a sua população era de 16.136 habitantes.
Em 2006, foi estimada uma população de 18.942, um aumento de 2806 (17.4%).

## Geografia
De acordo com o United States Census Bureau tem uma área de
86,9 km², dos quais 86,6 km² cobertos por terra e 0,3 km² cobertos por água. Pleasant Prairie localiza-se a aproximadamente 210 m acima do nível do mar.

## Localidades na vizinhança
O diagrama seguinte representa as localidades num raio de 16 km ao redor de Pleasant Prairie.